# You can't catch me
『You can't catch me』（ユー・キャント・キャッチ・ミー）は、坂本真綾の7枚目のオリジナルアルバム。2011年1月12日にflying DOGから発売された。

## 解説
ベストアルバムである前作『everywhere』から約10ヶ月ぶり、オリジナルアルバムとしては前作『かぜよみ』から約2年ぶりとなる本作は、15周年記念第6弾目の企画として発表された。
本作は、両A面シングル「DOWN TOWN/やさしさに包まれたなら」から「DOWN TOWN」を収録しているほか、楽曲ごとにプロデューサーの異なった新曲11曲が収録されている。新曲には菅野よう子、鈴木祥子、北川勝利、河野伸ら従来の作家陣に加え、末光篤や柴田淳、スネオヘアーといった初のコラボレーションとなるアーティスト、クリエイターらが作詞・作曲・編曲に携わっている。また、プレイヤーは各楽曲のプロデューサーによる人選で、現在音楽シーンで活躍中のアーティストが数多く参加している。本作発売前の2010年12月20日には、MUSIC ON! TVとau by KDDIの共催により、アルバム収録曲全曲が先行試聴できる招待制リスニングパーティーが開催された。
初回限定盤には、2010年3月31日に行われた『坂本真綾15周年記念ライブ "Gift" at 日本武道館』のライブ音源と、楽曲「everywhere」の未発表スタジオ音源を収録した特典CD『SPECIAL CD "Gift" +1』が付属したスリーブケース付仕様となっているほか、自身の全国ツアー『坂本真綾 LIVE TOUR 2011 "You can't catch me"』の追加公演先行予約抽選応募のフライヤーが封入されている。

## チャート成績
2011年1月24日付のオリコン週間ランキングで首位を獲得。初動売上は2.7万枚を記録し、過去の全作品を通じて自身初の首位を獲得した。 声優単独による同アルバムチャート1位獲得は、水樹奈々に続き史上2例目である。キャラクター名義の作品を含めると、放課後ティータイムのアルバム『放課後ティータイムII』以来である。
2011年1月度の月間チャートで15位を獲得。推定売上枚数は3.5万枚を記録した。自身のアルバム作品の月間チャートへのランクインは初である。
2011年1月24日付のBillboard JAPAN Top Albums、Hot Animationで首位を獲得。Hot Animationチャートでは1月10日から1月17日付の合算週で首位を獲得している。
累計出荷枚数は4万枚。

## 収録曲

### CD
| #         | タイトル                                         | 作詞                               | 作曲                               | 編曲                                                                      | 時間  |
| --------- | ------------------------------------------------ | ---------------------------------- | ---------------------------------- | ------------------------------------------------------------------------- | ----- |
| 1.        | 「eternal return」                               | 坂本真綾                           | 末光篤（SUEMITSU & THE SUEMITH）   | 末光篤（SUEMITSU & THE SUEMITH）                                          | 4:14  |
| 2.        | 「秘密」                                         | 坂本真綾                           | 柴田淳                             | 渡辺善太郎                                                                | 4:33  |
| 3.        | 「DOWN TOWN」                                    | 伊藤銀次                           | 山下達郎                           | 服部隆之                                                                  | 3:55  |
| 4.        | 「美しい人」                                     | 坂本真綾                           | 菅野よう子                         | 菅野よう子                                                                | 5:02  |
| 5.        | 「キミノセイ」                                   | 渡辺健二                           | 渡辺健二                           | スネオヘアー ストリングスアレンジ：河野伸                                 | 5:12  |
| 6.        | 「ゼロとイチ」                                   | 常田真太郎 （from スキマスイッチ） | 常田真太郎 （from スキマスイッチ） | 石成正人                                                                  | 4:42  |
| 7.        | 「みずうみ」                                     | 坂本真綾                           | かの香織                           | かの香織                                                                  | 6:08  |
| 8.        | 「stand up, girls!」                             | 坂本真綾                           | 鈴木祥子                           | 鈴木祥子 ホーンアレンジ：山本拓夫                                         | 3:47  |
| 9.        | 「ミライ地図」                                   | 桜井秀俊 （from 真心ブラザーズ）   | 桜井秀俊 （from 真心ブラザーズ）   | 桜井秀俊 （from 真心ブラザーズ） ストリングスアレンジ：桜井秀俊・村山達哉 | 4:50  |
| 10.       | 「ムーンライト（または"きみが眠るための音楽"）」 | 坂本真綾                           | 堀込高樹（from キリンジ）          | 冨田恵一                                                                  | 4:48  |
| 11.       | 「手紙」                                         | 坂本真綾                           | 北川勝利 （from ROUND TABLE）      | 北川勝利 （from ROUND TABLE）                                             | 2:19  |
| 12.       | 「トピア」                                       | 坂本真綾                           | 矢吹香那                           | 河野伸                                                                    | 5:05  |
| 合計時間: | 合計時間:                                        | 合計時間:                          | 合計時間:                          | 合計時間:                                                                 | 54:35 |

### 特典CD『SPECIAL CD "Gift" +1』
1. everywhere -opening-  [1:33] 
作曲：坂本真綾、編曲：河野伸
2. Gift [5:30] 
作詞：岩里祐穂、作曲：菅野よう子
3. ヘミソフィア [4:20] 
作詞：岩里祐穂、作曲：菅野よう子
4. 0331medley (featuring 菅野よう子)  [11:26]
作詞：岩里祐穂(2,3,7,10)・坂本真綾(4)・一倉宏(5,8)・chris mosdell(6)・Gabriela Robin(9)・Hill Mildred J／Hill Patty Smith(11)
作曲：菅野よう子(1〜10)・Hill Mildred J／Hill Patty Smith(11)
  - 菅野よう子はピアノ演奏で参加。メドレー曲は以下の通り。
    1. 約束はいらない(Intro.)
    2. 指輪
    3. Active Heart
    4. アルカロイド
    5. 夜明けのオクターブ
    6. Tell me what the rain knows
    7. tune the rainbow
    8. チョコと勇気
    9. トライアングラー
    10. 約束はいらない
    11. Happy Birthday To You
5. I.D. [5:19]
作詞：坂本真綾、作曲：菅野よう子
6. マジックナンバー (featuring 鈴木祥子)  [5:33]
作詞：坂本真綾、作曲：北川勝利
  - 鈴木祥子はドラム演奏で参加。
7. everywhere -piano & vocal-  [5:08]
作詞・作曲：坂本真綾、編曲：河野伸
  - 本作が初出となる、「everywhere」のピアノバージョンによるスタジオ音源。

## 参加ミュージシャン
| eternal return - Drums：柏倉隆史 - E.Bass：ミト（from クラムボン） - E.Guitar：鈴木俊介 - A.Piano：末光篤 - Background Vocal：坂本真綾 秘密 - Drums：河村"カースケ"智康 - E.Guitar,E.Bass＆Synthesizer Programming：渡辺善太郎 - Strings：金原千恵子ストリングズ - Background Vocal：坂本真綾 DOWN TOWN - Drums：鶴谷智生 - E.Bass：渡辺直樹 - E.Guitar：古川昌義 - Synthesizer Programming＆Keyboards：栗山善親 - Strings：RUSH by TAKASHI KATO - Violin：加藤高志・加藤亜紀子・桑田穣・桐山なぎさ・松本亜土・押鐘貴之・武田幸治・杉野裕・氏川恵美子・納富彩歌・入江茜・岡部憲 - Viola：秋山俊行・渡部安見子・萩原薫・御法川雄矢 - Cello：丸山泰雄・海野幹雄 - A.Sax：平原まこと・吉永寿 - T.Sax：吉田治 - B.Sax：つづらのあつし - Trumpet：西村浩二・菅坂雅彦・横山均 - Trombone：中川英二郎・鹿討奏 - B.Trombone：山城純子 - Background Vocal：比山貴詠史・木戸やすひろ・三谷泰弘・坂本真綾 美しい人 - Guitars＆Mandolin：今堀恒雄 - Keyboards＆A.Piano：菅野よう子 - 竹笛：稲葉明徳 - Synthesizer Manipulator：浦田恵司・坂元俊介 - Strings：篠崎正嗣ストリングズ - Background Vocal：坂本真綾 キミノセイ - Drums：原“GEN”秀樹 - E.Bass：田中貴 - Guitars＆Programming：渡辺健二 - Strings：弦一徹ストリングズ - Background Vocal：坂本真綾 | ゼロとイチ - Drums：河村"カースケ"智康 - E.Bass：有賀啓雄 - A.Guitar：石成正人 - Keyboards＆A.Piano：斎藤有太 - Percussion：三沢またろう - Strings：金原千恵子ストリングズ - Background Vocal：坂本真綾 みずうみ - Drums：屋敷豪太 - E.Bass：有賀啓雄 - A.Guitar＆E.Guitar：石成正人 - Fender Rhodes＆Hammond Organ：難波弘之 - Programming：かの香織・すさきふみお - Background Vocal：坂本真綾 stand up, girls! - Drums,Percussion,Hammond Organ＆Wurlizer：鈴木祥子 - E.Bass：かわいしのぶ - E.Guitar：キハラ宙 - Saxes：山本拓夫 - Background Vocal：鈴木祥子・かわいしのぶ・キハラ宙・坂本真綾 ミライ地図 - Drums：山口美代子（from detroit7） - E.Bass：沖山優司 - E.Guitar：山内総一郎（from フジファブリック） - A.Guitar＆S.Guitar：桜井秀俊 - Wurlizer,Mini moog＆Synthesizer Programming：HAKASE-SUN - Strings：徳永友美ストリングズ - Strings Conductor：村山達哉 - Background Vocal：坂本真綾 ムーンライト（または"きみが眠るための音楽"） - Flute：斎藤和志・羽鳥美紗紀 - Clarinet：万行千秋・小林聡 - Strings：金原千恵子ストリングズ - All Other Instruments：冨田恵一 - Background Vocal：坂本真綾 手紙 - A.Guitar＆Mandolin：石成正人 - Percussion：大石真理恵 - Background Vocal：北川勝利・坂本真綾 トピア - E.Guitar：石成正人 - Synthesizer Programming＆Keyboards：河野伸 - Strings：弦一徹ストリングズ - Background Vocal：坂本真綾 |